# アムステルダム国立美術館
アムステルダム国立美術館（アムステルダムこくりつびじゅつかん、蘭: Rijksmuseum Amsterdam ライクスムゼーウム）は、オランダの首都アムステルダムにある美術館である。17世紀オランダ絵画が充実している。

## 概要
1800年にオランダ総督ルブランがハーグで開いた展覧会が基礎となっている。当時は Nationale Konst-Gallerij（国立美術ギャラリー）と呼ばれていたが、1808年にナポレオン1世の命によりアムステルダムに移転。1885年に現在の場所に移動した。
2004年より大規模な改修が行われ、本館が10年に亘って閉鎖されていたが、2013年4月にベアトリクス女王により開館された。

## 主な収蔵作品
- レンブラント・ファン・レイン： 『若き日の自画像』、『夜警』 『ユダヤの花嫁、別名イサクとリベカ』、『布地商組合の見本調査官たち』、『聖ペテロの否認』
- ヨハネス・フェルメール：『牛乳を注ぐ女』、『手紙を読む青衣の女』、『小路』、『恋文』
- ヤン・ステーン：『陽気な家族』、『身づくろいをする女』、『聖ニコラウスのお祭り』
- ウィレム・カルフ：『銀の水差しのある静物』
- ピーテル・クラースゾーン：『ターキーパイのある静物』
- アルベルト・カイプ：『馬に乗った人のいる川景色』
- ヤン・アセリン：『威嚇する白鳥』
- ヘラルト・テル・ボルフ：『ヘレナ・ファン・デル・スハルケの肖像』、『意味ありげな会話』
- ピーテル・ヤンスゾーン・サーンレダム：『アッセンデルフトの聖オドゥルフス教会の内部』
- ヘンドリック・アーフェルカンプ：『スケーターのいる冬景色』
- フランス・ハルス：『イサーク・マッサとベアトリクス・ファン・デル・ラーンの結婚肖像画』、『陽気な酒飲み』
- ヤン・リーフェンス：『平和の寓意』
- ユディト・レイステル：『陽気な酒飲み』、『セレナーデ』
- ヤーコプ・ファン・ロイスダール：『ウェイク・ベイ・ドゥールステーデの風車』、『前景に漂白場のある、北西からのハールレムの眺め』
- ピーテル・デ・ホーホ：『家の裏庭にいる三人の女と一人の男』、『リネン箪笥の側に立つ女性たちのいる室内』、『食料貯蔵室の召使と子供』
- ヤン・デ・ブライ『ハールレム聖ルカ組合の理事たち』
- カルロ・クリヴェッリ：『マグダラのマリア』

## ギャラリー
Category:アムステルダム国立美術館の所蔵品も参照

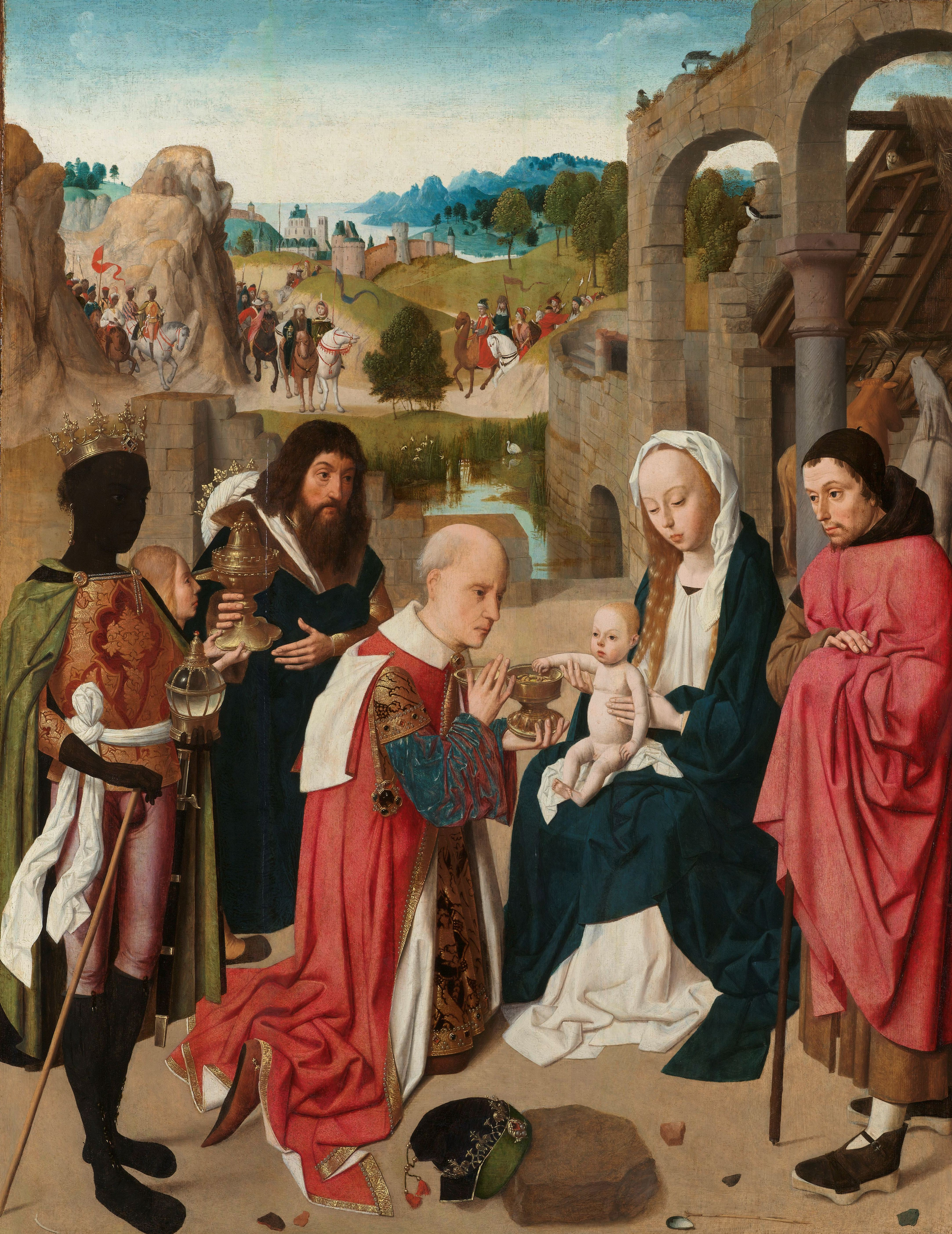
『東方三博士の礼拝』(1480-1485年頃) ヘールトヘン・トット・シント・ヤンス
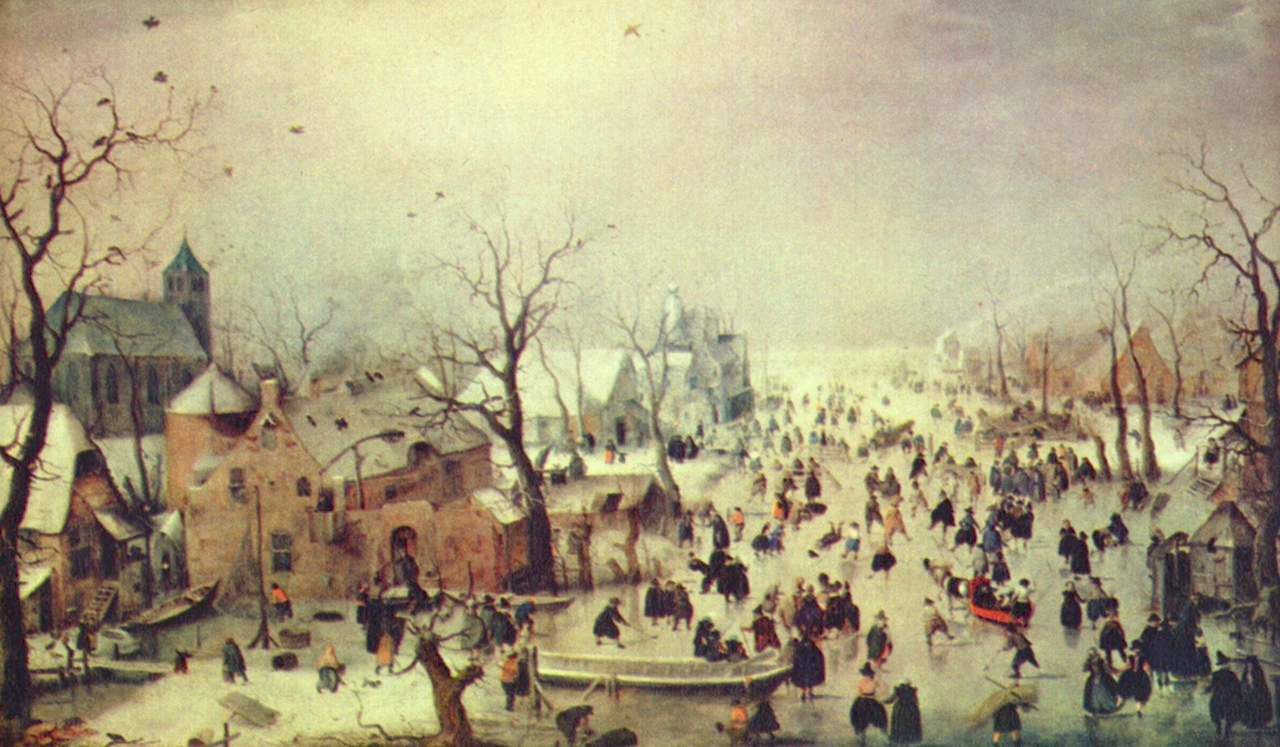
『スケーターのいる冬景色』(1608年頃) ヘンドリック・アーフェルカンプ
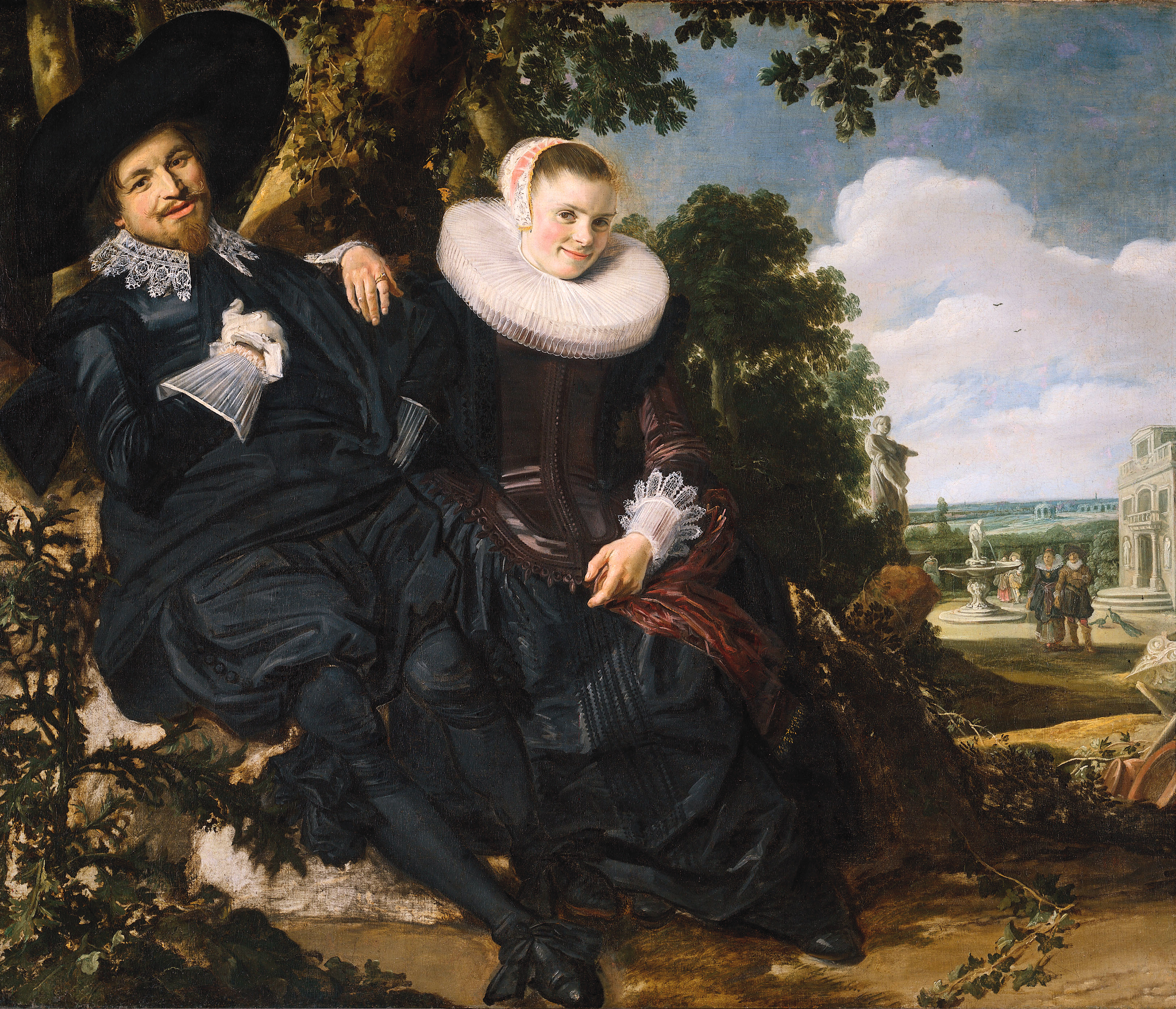
『イサーク・マッサとベアトリクス・ファン・デル・ラーンの結婚肖像画』(1622年頃) フランス・ハルス
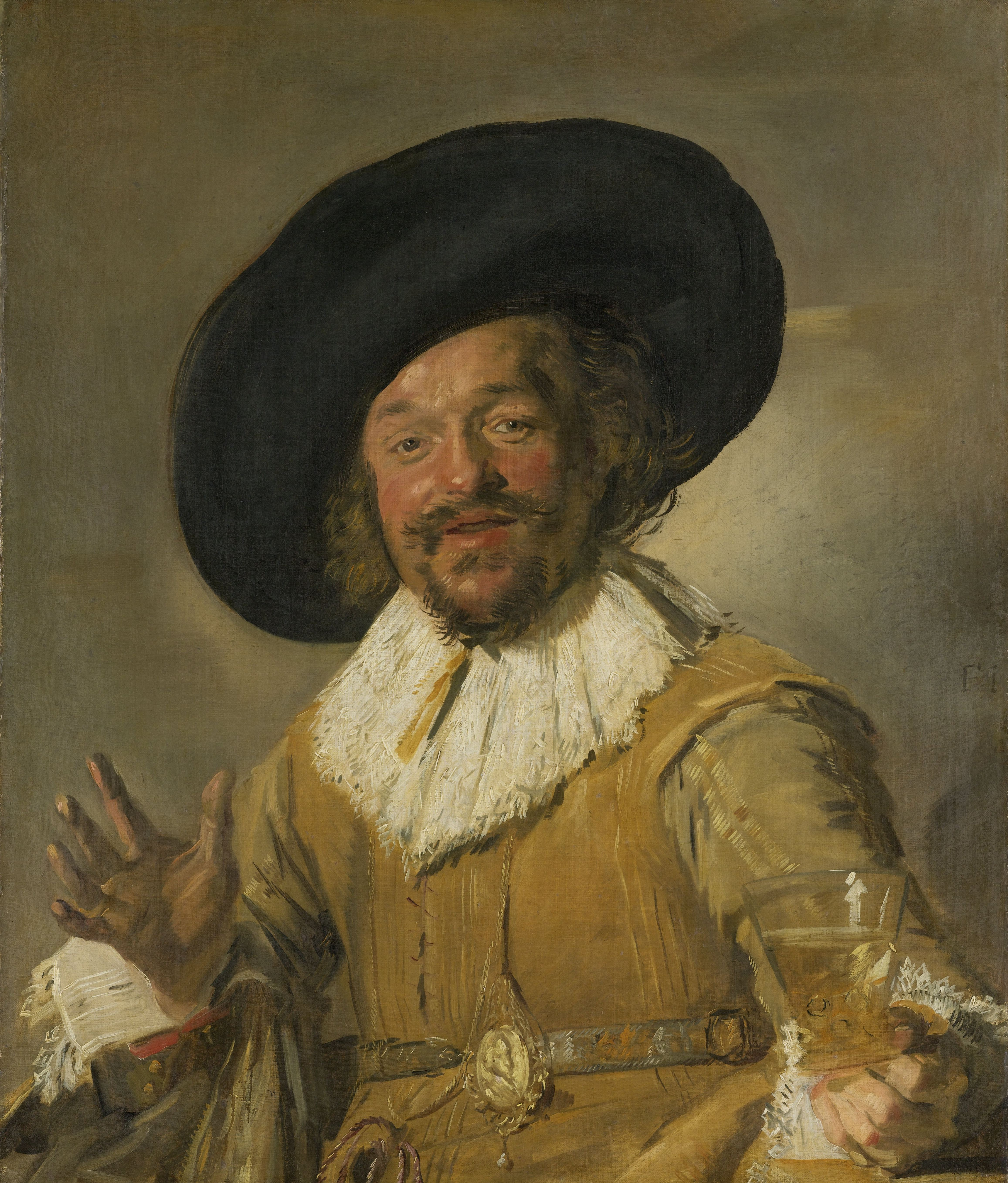
『陽気な酒飲み』(1628年-1630頃) フランス・ハルス
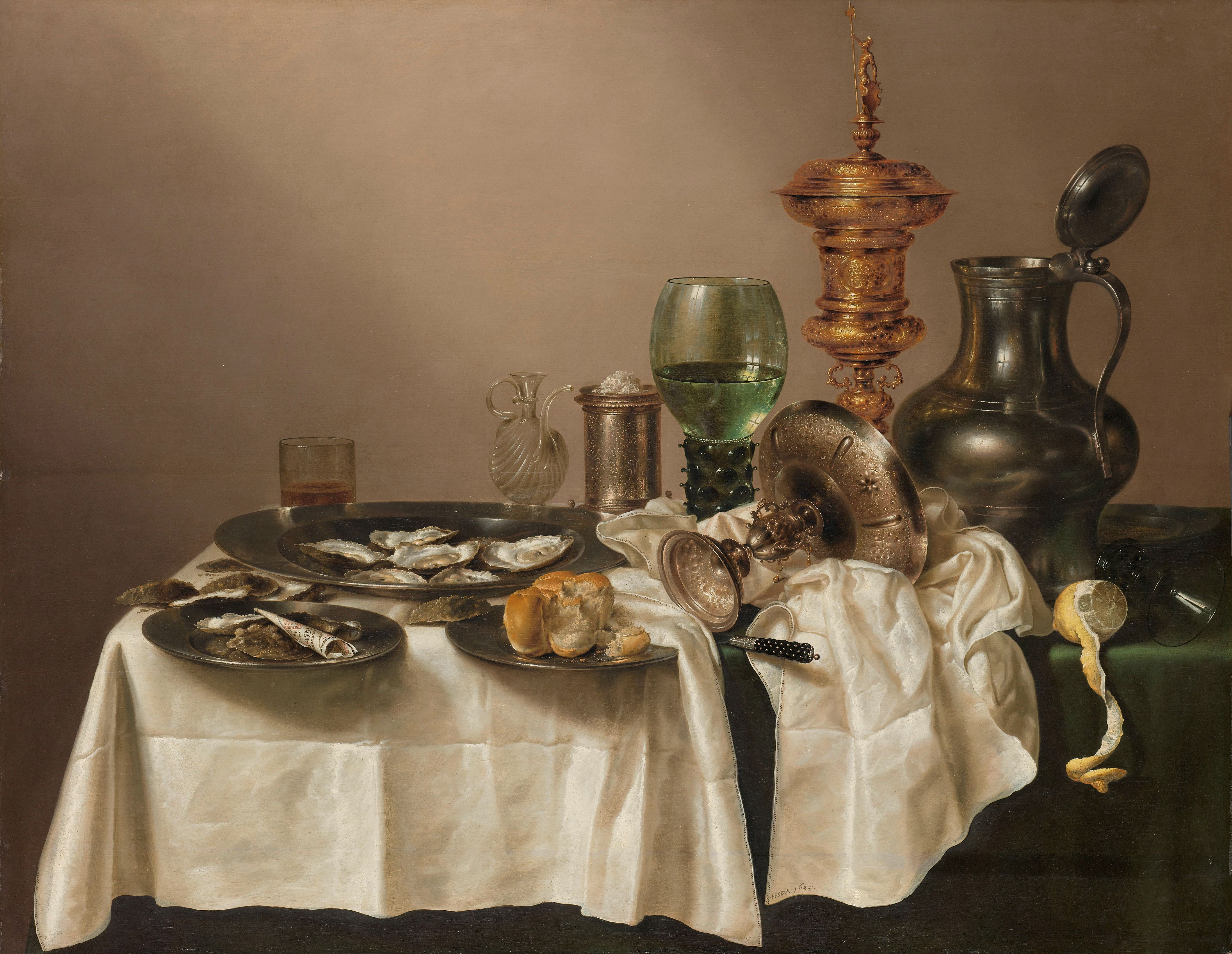
『鍍金したゴブレットのある静物』(1635年) ウィレム・クラースゾーン・ヘーダ
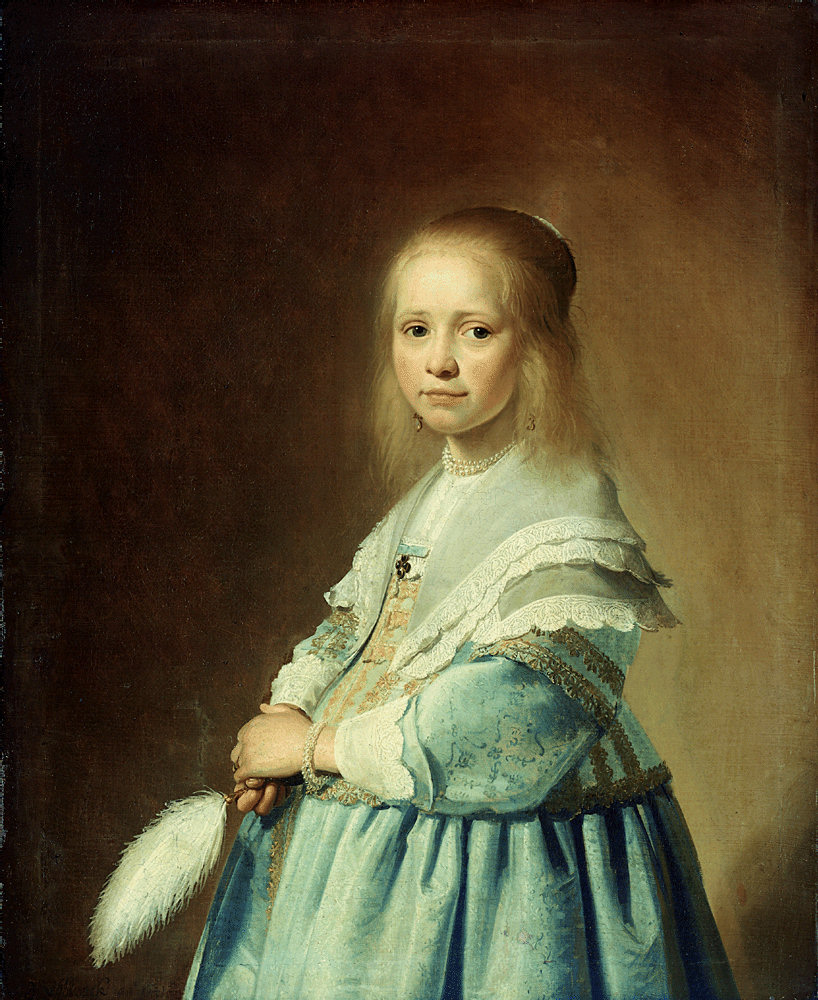
『青いドレスの少女』(1641年) ヨハネス・コルネリスゾーン・フェルスプロンク
『夜警』(1642年) レンブラント・ファン・レイン
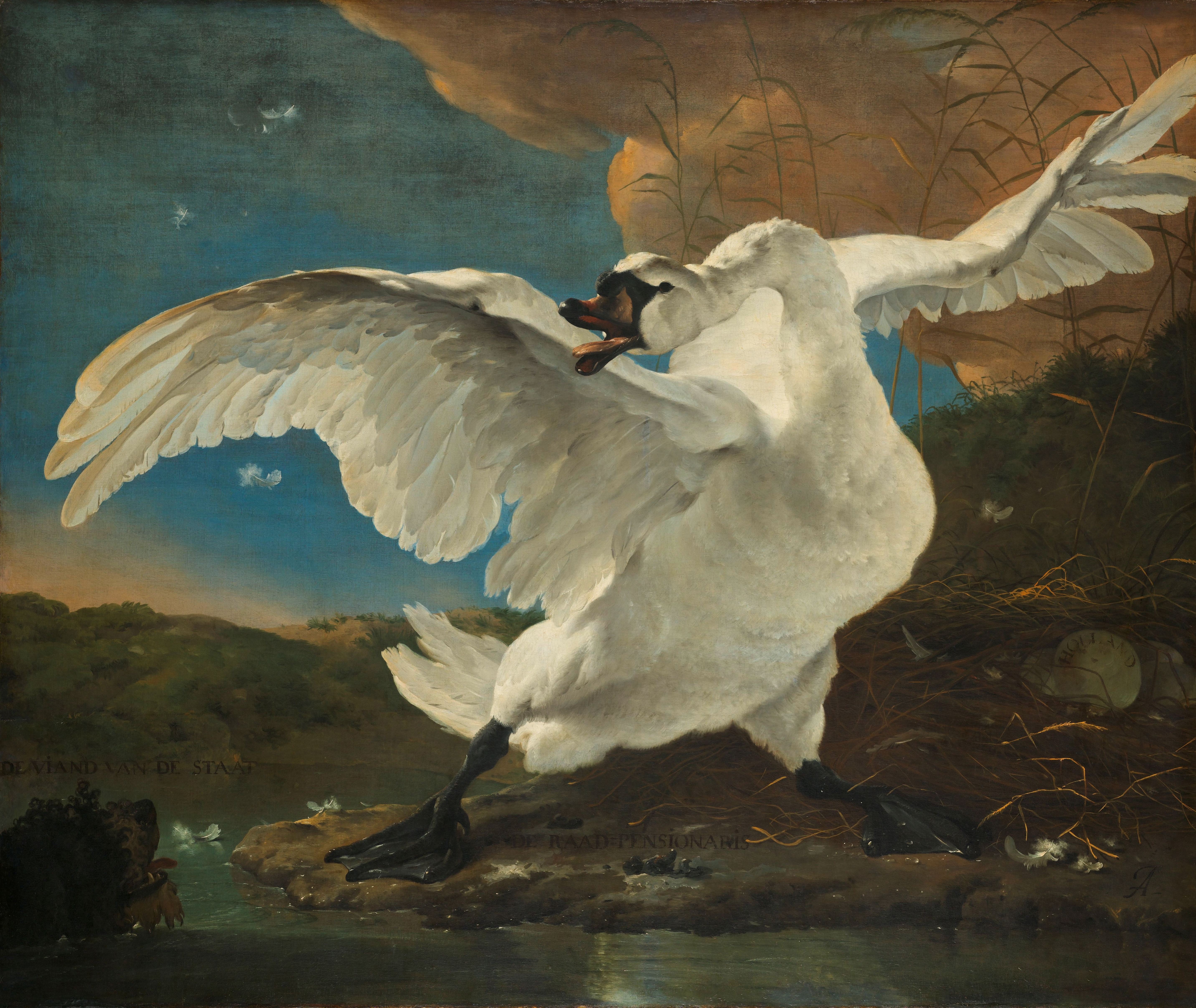
『威嚇する白鳥』(1650年頃) ヤン・アセリン
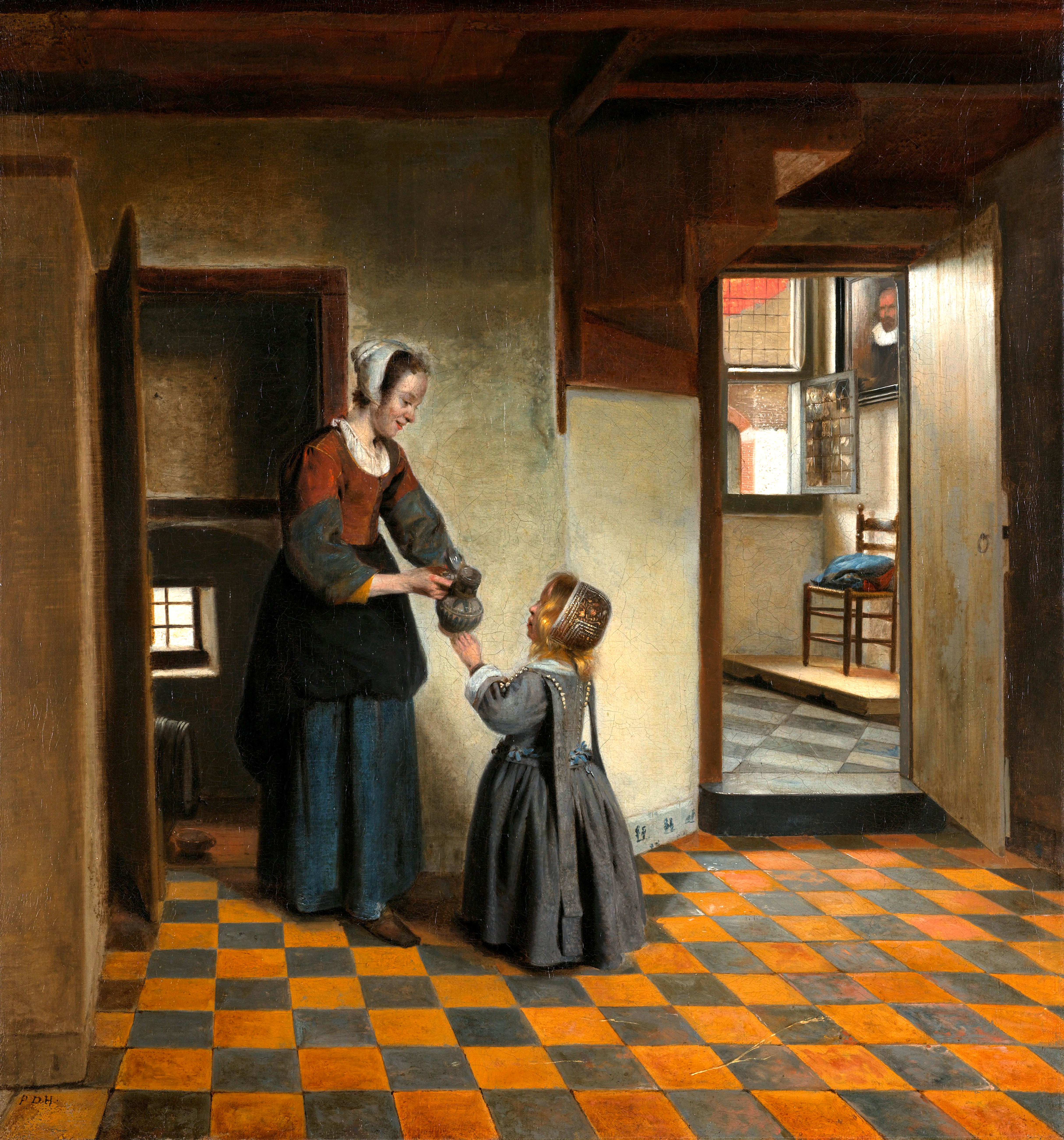
『配膳室にいる女と子ども』(1658年頃) ピーテル・デ・ホーホ
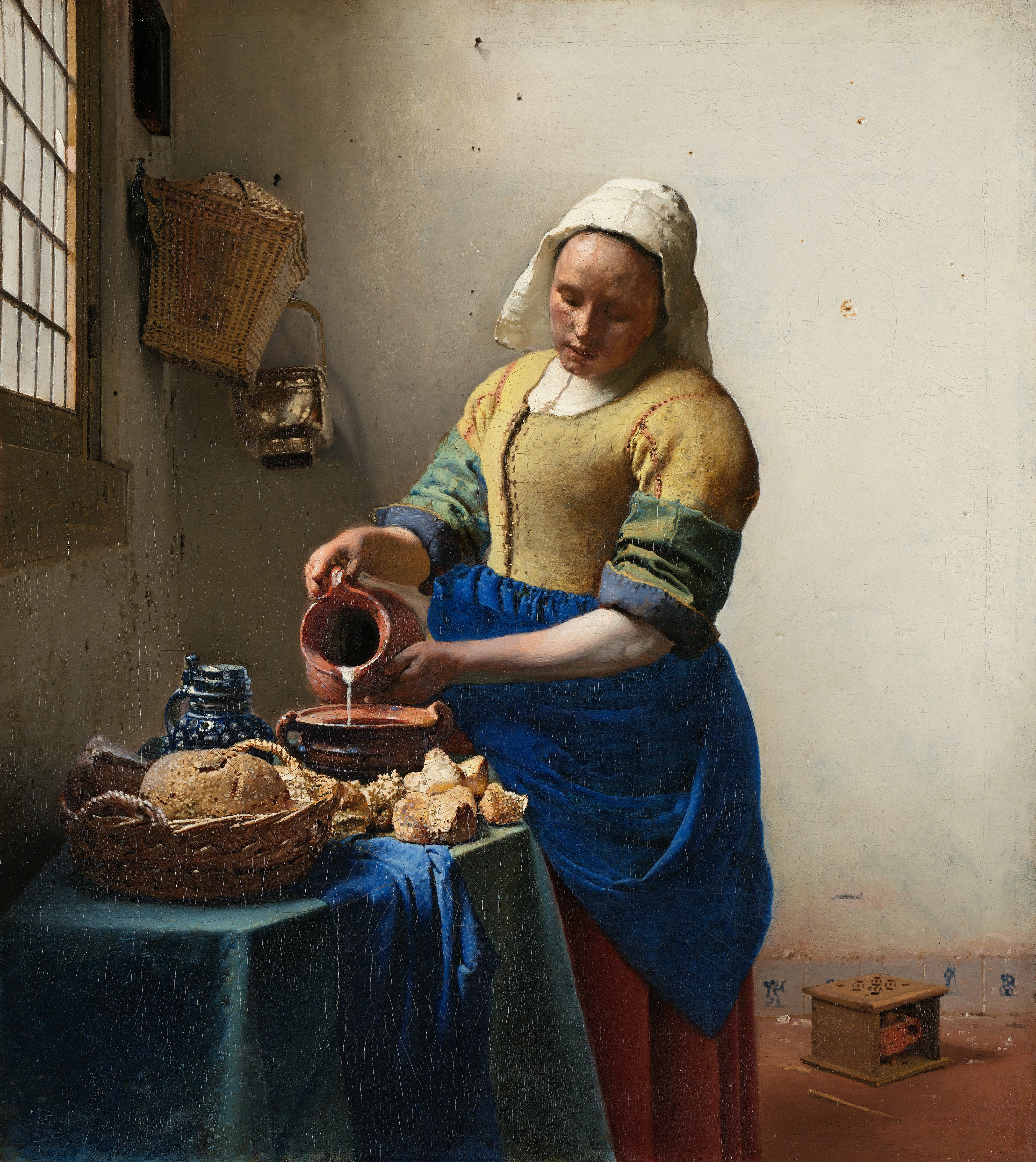
『牛乳を注ぐ女』(1660年頃) ヨハネス・フェルメール
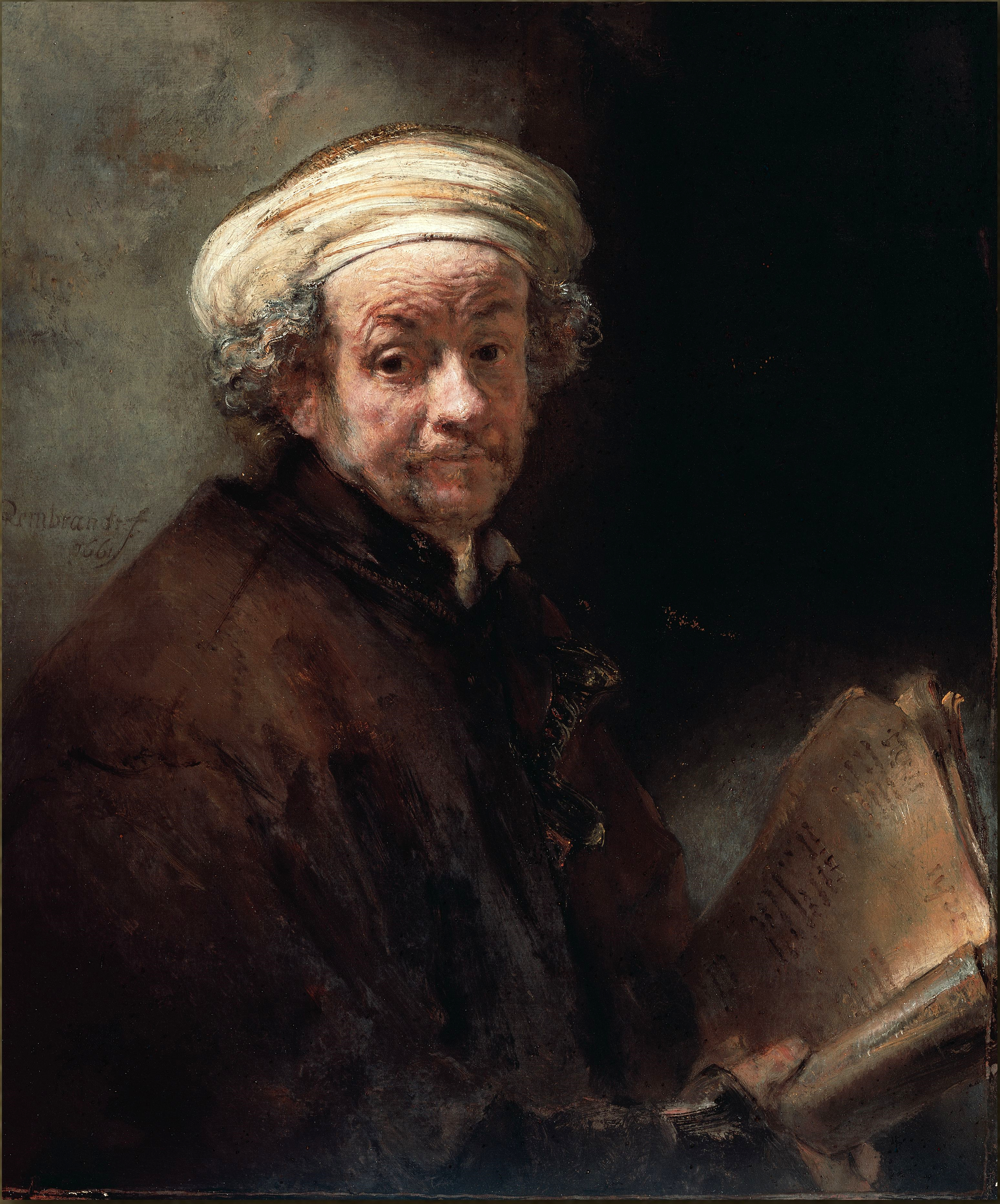
『使徒パウロに扮した自画像』(1661年) レンブラント・ファン・レイン
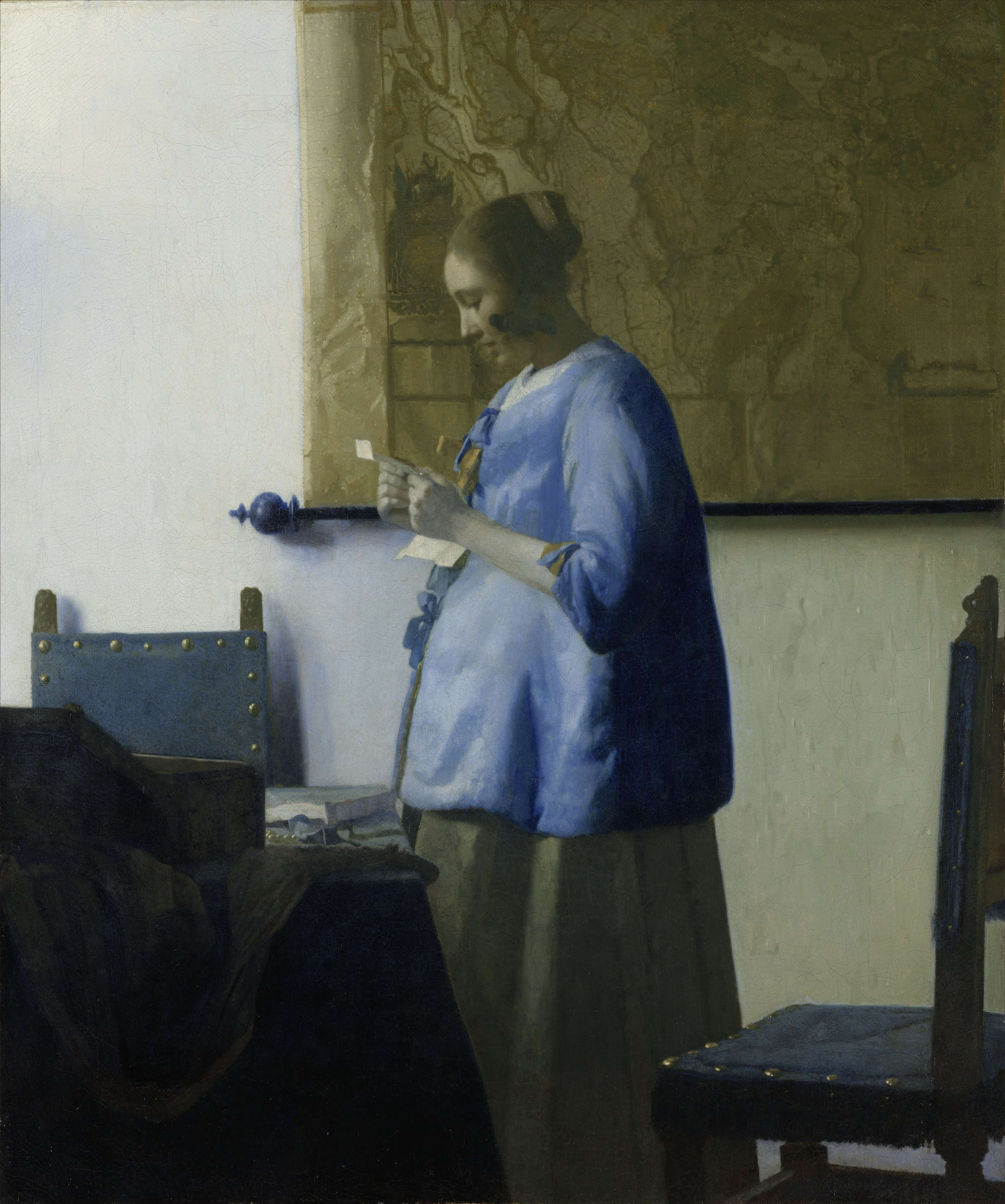
『手紙を読む青衣の女』(1662-63頃) ヨハネス・フェルメール
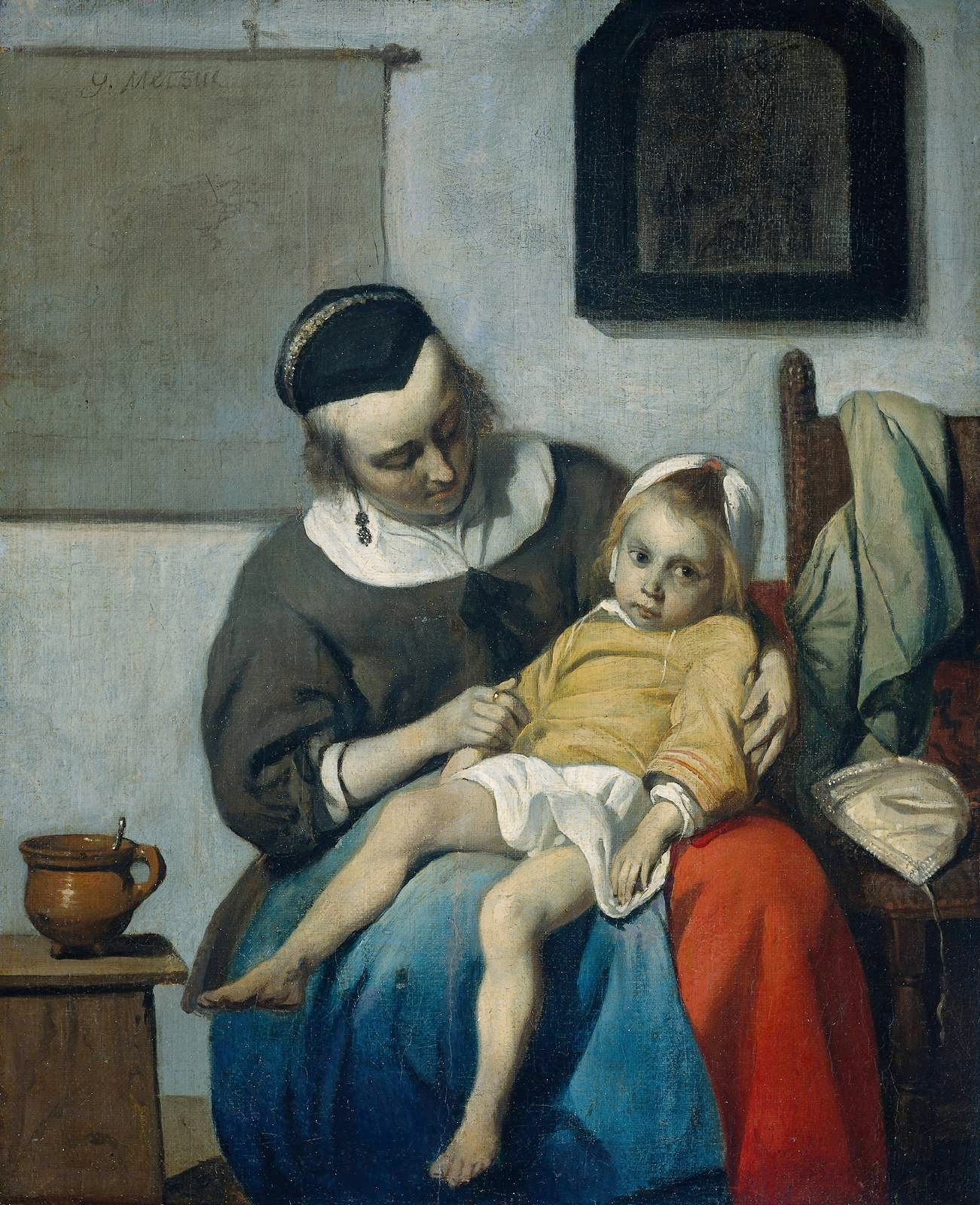
『病気の子供』(1660年-1665年頃) ハブリエル・メツー
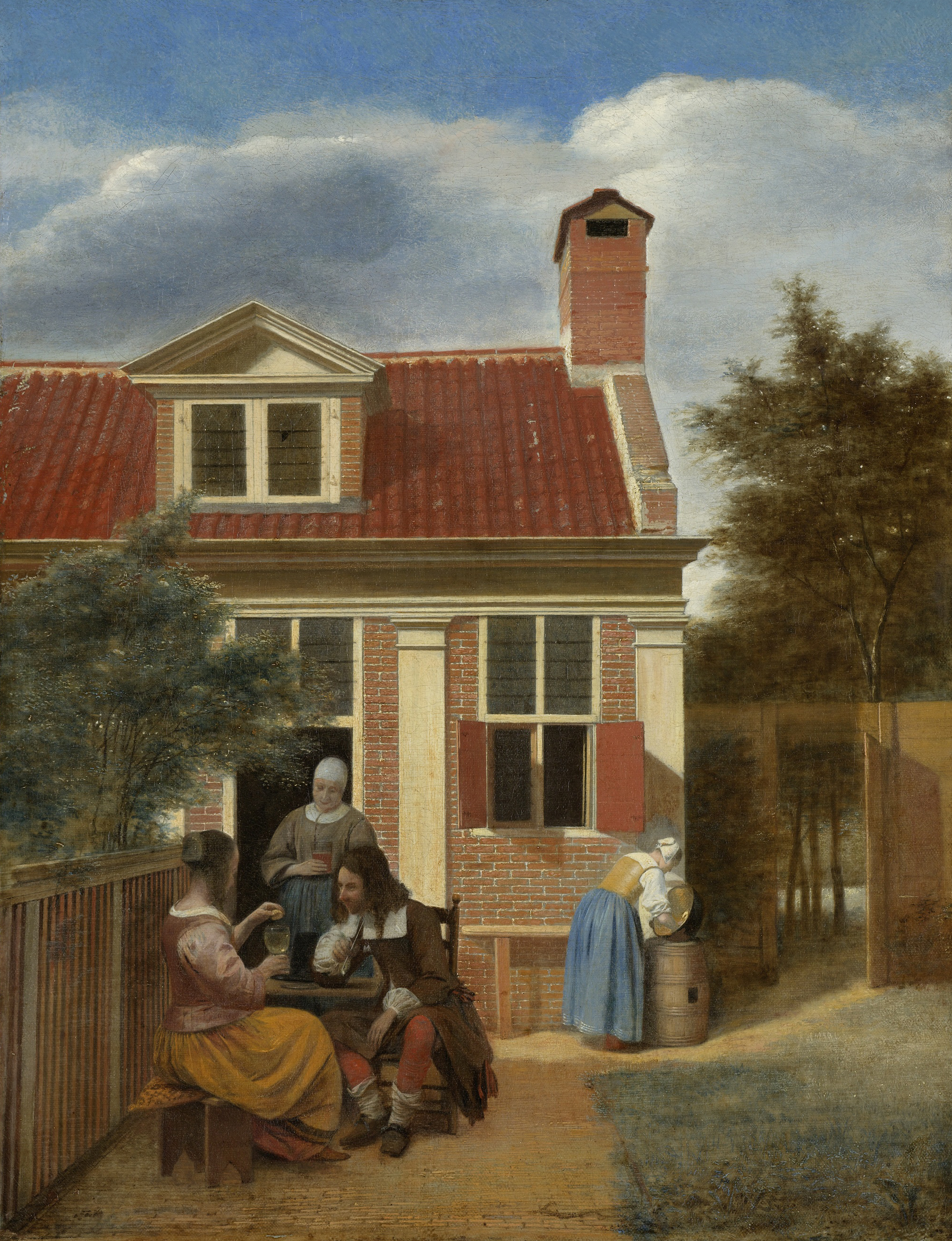
『家の裏庭にいる三人の女と一人の男』(1663年-1665年頃) ピーテル・デ・ホーホ
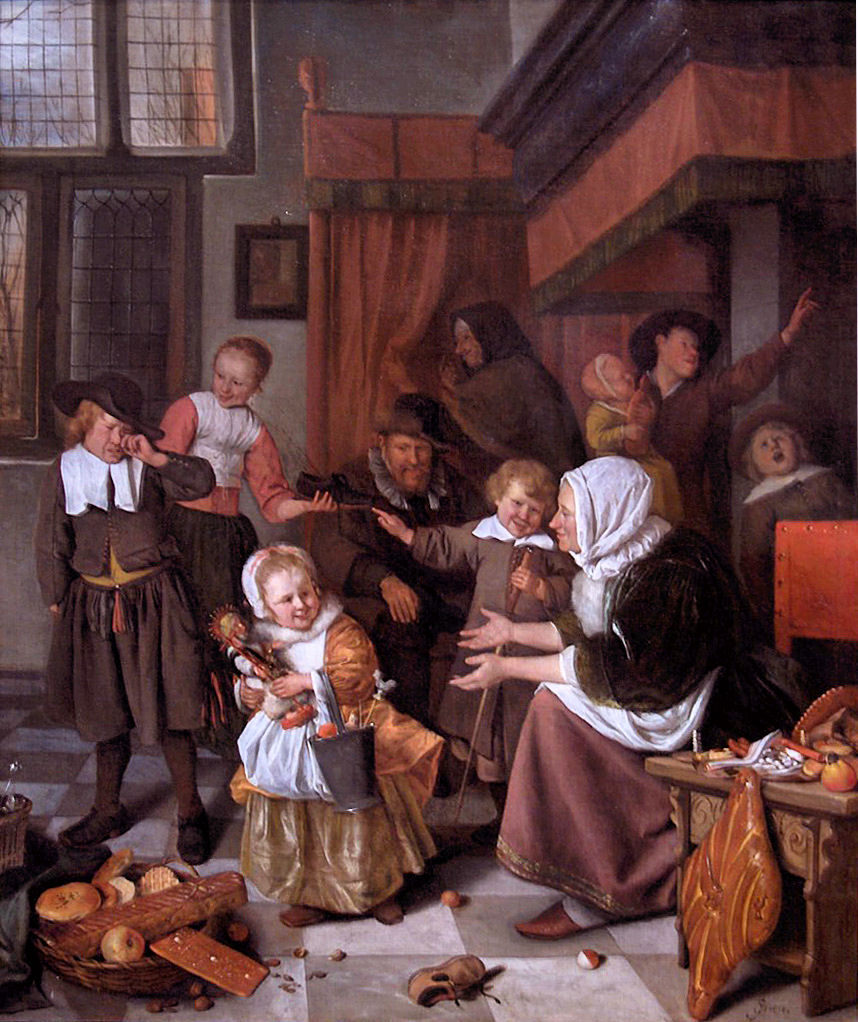
『聖ニコラウスのお祭り』(1665年-1668年頃) ヤン・ステーン
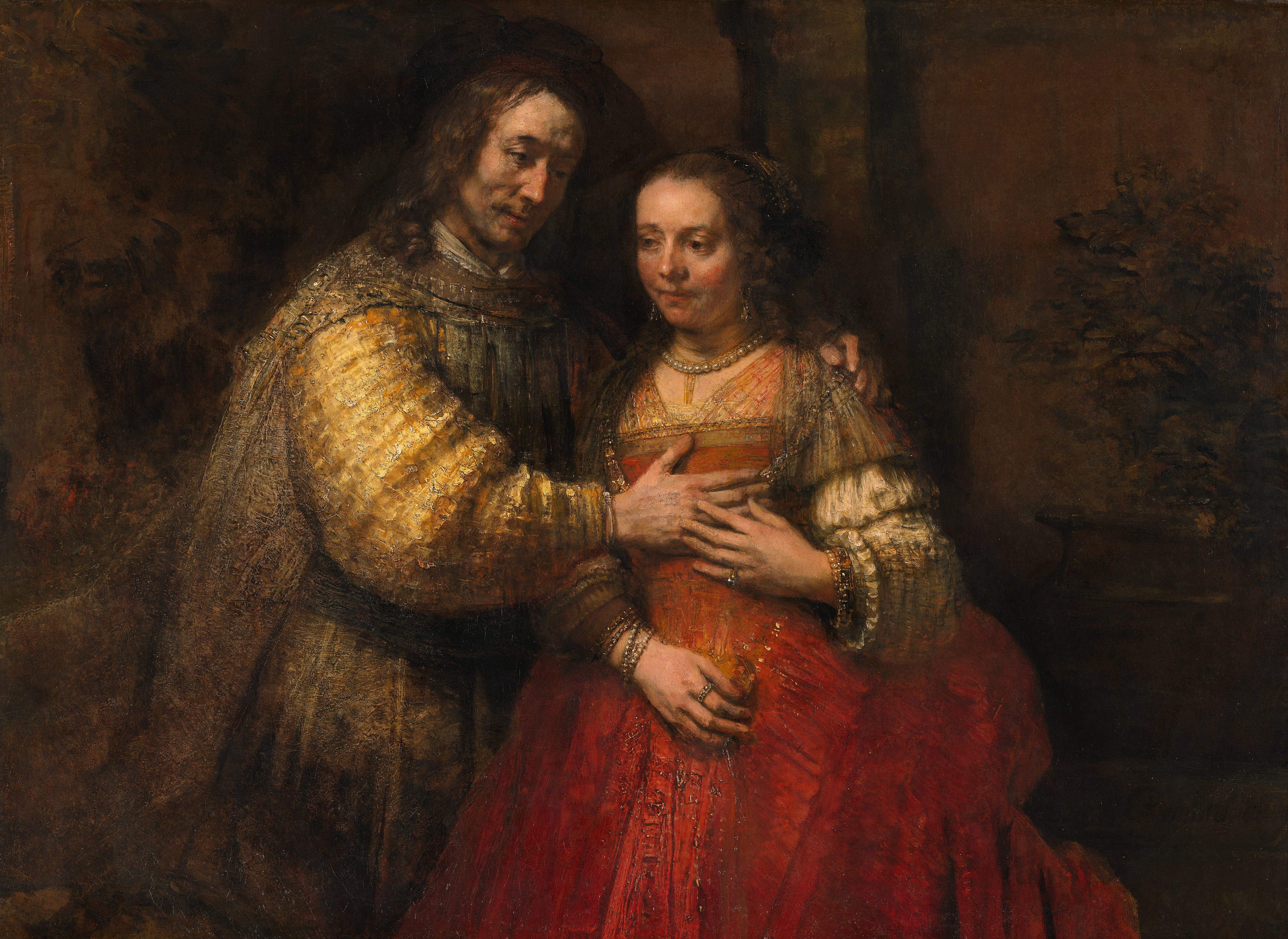
『ユダヤの花嫁』(1665年-1669年) レンブラント・ファン・レイン
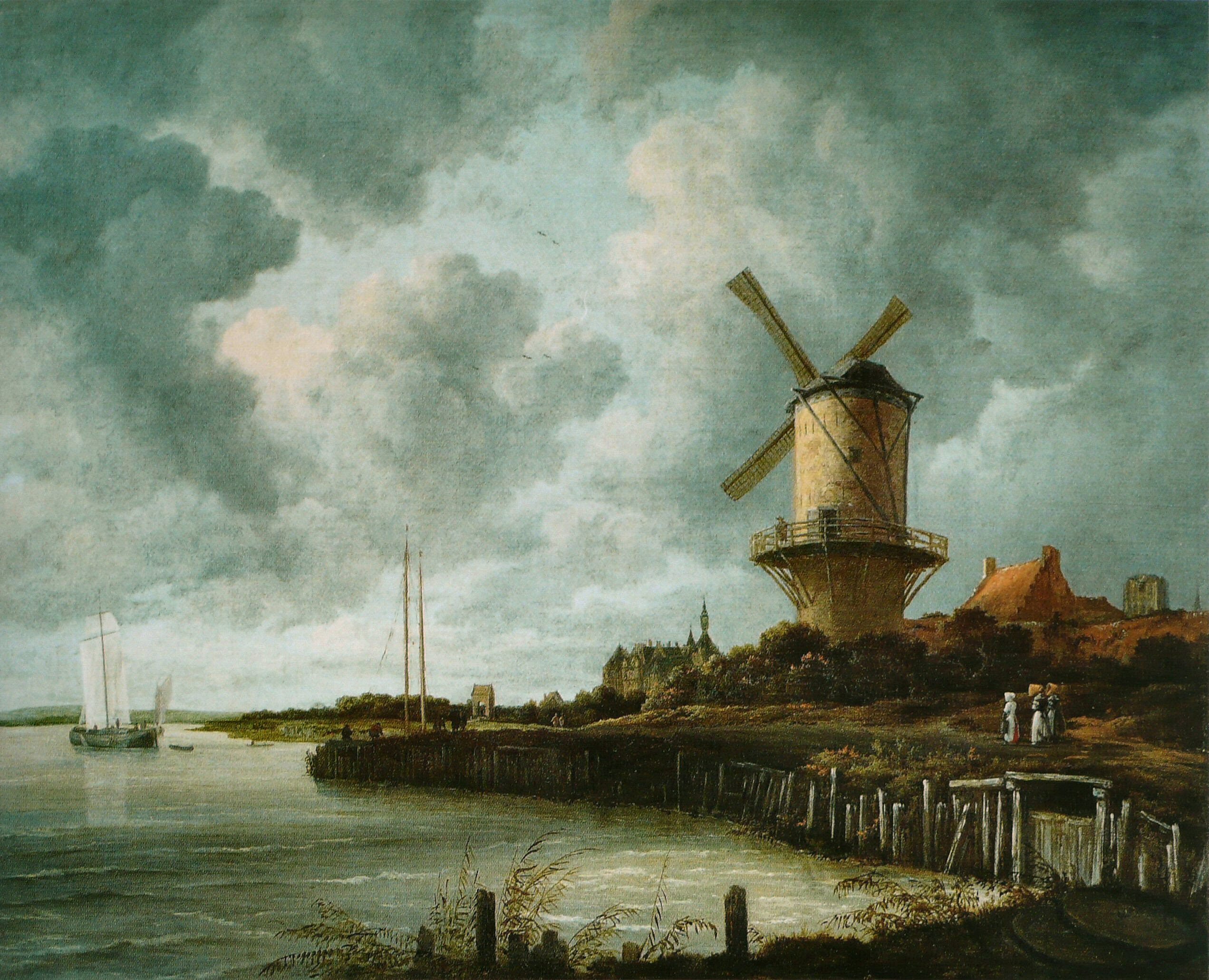
『ウェイク・ベイ・ドゥールステーデの風車』(1670年頃) ヤーコプ・ファン・ロイスダール
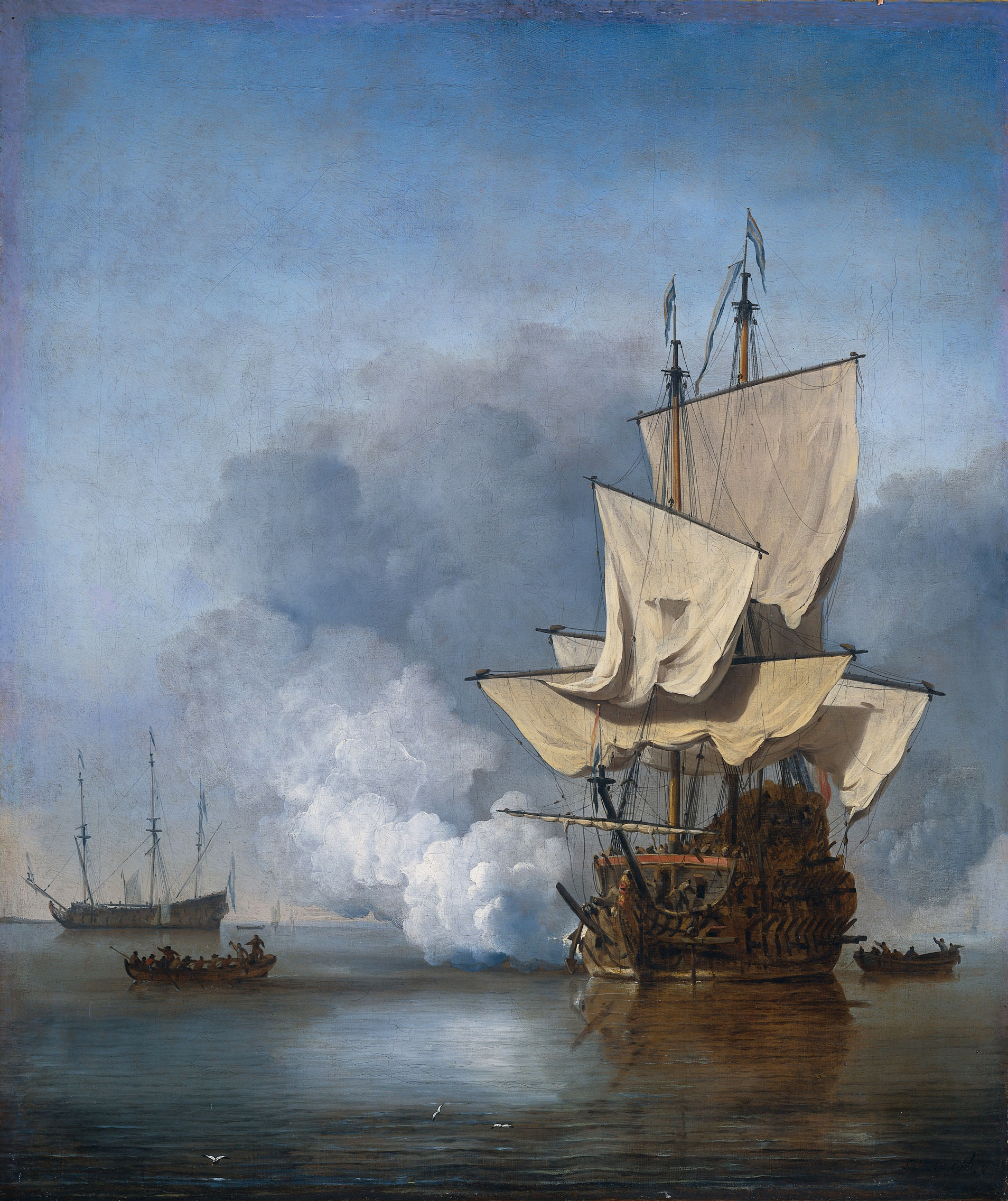
『号砲』(1680年頃) ウィレム・ファン・デ・フェルデ (子)

## 所在地
アムステルダム中央駅からトラムで10分くらい。ゴッホ美術館の横。